# The Waiter (film)
The Waiter è un film del 2018 diretto da Steve Krikris.
Il regista, autore anche del soggetto e della sceneggiatura, traendo ispirazione da un fatto di cronaca avvenuto a New York nei primi anni '80, narra una cupa vicenda di cronaca nera al centro della quale si trova un po' per caso un po' per sua stessa iniziativa, un classico antidivo, di professione cameriere. 

## Trama
Renos è un cameriere di una delle principali pasticcerie di Atene. Preciso e meticoloso, nutre molti hobby ma vive un'esistenza apparentemente molto ripetitiva, priva di sussulti né particolari aspirazioni future.
Un giorno, dopo aver salutato un uomo che ha visto entrare in casa del suo dirimpettaio Milan, andando a buttare la spazzatura, nota una mano all'interno del cassonetto, che pare essere proprio quella del suo vicino.
Sotto choc, non denuncia l'accaduto, osservando che i netturbini non notano alcunché di strano vuotando il cassonetto. Quella stessa sera fa conoscenza con il nuovo vicino che lo invita a casa di Milan, a detta sua partito per lavoro, per offrirgli una cena prelibata. Dopo di che lo invita a frequentare una sauna. In questa circostanza Renos conosce la giovane e bella Gina, compagna dell'uomo misterioso.
La strana frequentazione prosegue coinvolgendo anche la ragazza che sa bene quale sia stata la fine dello "scomparso" Milan. La stessa, forse in cerca di un aiuto, sembra voler attirare l'attenzione di Renos che ne è certamente attratto. Una gita in un ameno luogo di montagna, fornisce il pretesto per una vera e propria resa dei conti. Renos attacca verbalmente il suo nuovo strano amico, imputandogli senza giri di parole la morte e l'occultamento di Milan. L'uomo quindi aggredisce Renos cercando di strozzarlo. Renos, quasi del tutto sottomesso, impugna un bastone e lo scaglia in testa all'aggressore tramortendolo. Ripresosi sferra un altro colpo all'uomo a terra, uccidendolo, il tutto sotto gli occhi di Gina.
Con la complicità della ragazza fa sparire quindi il cadavere dell'uomo, avvolgendolo in una coperta con dei pesi e gettandolo nel vicino laghetto di montagna.
Tornati ad Atene i due per un po' si ignorano, quindi Gina comunica a Renos di voler lasciare il Paese. Lui ci riflette, poi, quando lei parte con un corriera, lascia tutto e la segue. Vicino al confine, Renos approfitta di una sosta in una stazione di servizio e sale su un TIR che torna indietro.
Ad Atene, dopo aver ripreso la sua consueta routine, Renos sente il dovere di costituirsi e si reca in commissariato.

## Produzione
Nel cast appare l'attrice Chiara Gensini, italiana di madre greca.